# Observatoire international du Mont Graham
L'Observatoire international du Mont Graham (MGIO, de son nom en anglais Mount Graham International Observatory) est une division de l'observatoire Steward, la branche de recherche du département d'astronomie de l'université de l'Arizona.

## Histoire
La construction de l'observatoire International du Mont Graham a commencé en 1989.

## Description
L'Observatoire international du Mont Graham est situé dans le sud-Arizona sur la montagne Pinaleno près du Mont Graham. Les chercheurs scientifiques qui utilisent le MGIO proviennent de partout dans le monde.
Le MGIO exploite et entretient des installations pour trois organisations scientifiques :
- Large Binocular Telescope (LBT) géré par la Corporation Large Binocular Telescope, l'un des télescopes les plus puissants au monde
- Vatican Advanced Technology Telescope (VATT) géré par l'observatoire du Vatican
- Submillimeter Telescope (SMT) géré par l'observatoire radio de l'Arizona

Les visites publiques de l'observatoire International du Mont Graham, sur autorisation et réservation, sont organisées par le Eastern Arizona College et sont autorisées si les conditions météorologiques le permettent entre la mi-avril et la mi-novembre.

## Controverse
Le Mont Graham est un symbole religieux ancien et traditionnel du peuple Apache ; en langue Apache elle s'appelle Dzill Nchaa Si An (la grande montagne assise) : l'observatoire est construit sur cette montagne près de Tucson en  Arizona, près de la réserve des Apaches de San Carlos Apache. Elle se trouve dans une zone désertique et garde une végétation rare (végétation désertique à la forêt boréale). Les Apaches ont dédié 32 chants de vie, donnés par le Créateur des Ancêtres.
Le Congrès américain a autorisé la construction des observatoires sur la montagne en 1988, mais il y a eu une protestation de la part des quatre tribus reconnues au niveau fédéral de la Nation Apache de l'Ouest et de groupes amérindiens, qui considèrent le site comme sacré. Les groupes environnementaux, y compris le Sierra Club se sont également opposés à l'observatoire International du Mont Graham parce que les plus hautes altitudes sont le dernier habitat restant pour l'écureuil rouge du mont Graham.

## Incendies
Deux incendies majeurs ont mis en péril l'Observatoire du Mont Graham : En avril-mai 1996, un incendie se déclare aux abords de l'Observatoire en raison d'une concentration trop élevée de bois mort dans la forêt environnante. Puis en juin-juillet 2004, un feu de forêt déclenché par "2 éclairs" se déclare aux abords de l'Observatoire, mais n'endommagent pas les infrastructures scientifiques. Pourtant, le site du Mont Graham contient des arbres presque millénaires, une longévité associée au mur de falaises encerclant la zone et servant de barrière naturelle à la propagation d'incendies.